# Groupement des assureurs automobiles
 (août 2014).
Si vous disposez d'ouvrages ou d'articles de référence ou si vous connaissez des sites web de qualité traitant du thème abordé ici, merci de compléter l'article en donnant les références utiles à sa vérifiabilité et en les liant à la section « Notes et références ».
 (août 2023).
La mise en forme du texte ne suit pas les recommandations de Wikipédia : il faut le « wikifier ».
Les points d'amélioration suivants sont les cas les plus fréquents :
- Les titres sont pré-formatés par le logiciel. Ils ne sont ni en capitales, ni en gras.
- Le texte ne doit pas être écrit en capitales (les noms de famille non plus), ni en gras, ni en italique, ni en « petit »…
- Le gras n'est utilisé que pour surligner le titre de l'article dans l'introduction, une seule fois.
- L'italique est rarement utilisé : mots en langue étrangère, titres d'œuvres, noms de bateaux, etc.
- Les citations ne sont pas en italique mais en corps de texte normal. Elles sont entourées par des guillemets français : « et ».
- Les listes à puces sont à éviter, des paragraphes rédigés étant largement préférés. Les tableaux sont à réserver à la présentation de données structurées (résultats, etc.).
- Les appels de note de bas de page (petits chiffres en exposant, introduits par l'outil «  Source ») sont à placer entre la fin de phrase et le point final[comme ça].
- Les liens internes (vers d'autres articles de Wikipédia) sont à choisir avec parcimonie. Créez des liens vers des articles approfondissant le sujet. Les termes génériques sans rapport avec le sujet sont à éviter, ainsi que les répétitions de liens vers un même terme.
- Les liens externes sont à placer uniquement dans une section « Liens externes », à la fin de l'article. Ces liens sont à choisir avec parcimonie suivant les règles définies. Si un lien sert de source à l'article, son insertion dans le texte est à faire par les notes de bas de page.
- La présentation des références doit suivre les conventions bibliographiques. Il est recommandé d'utiliser les modèles {{Ouvrage}}, {{Chapitre}}, {{Article}}, {{Lien web}} et/ou {{Bibliographie}}. Le mode d'édition visuel peut mettre en forme automatiquement les références.
- Insérer une infobox (cadre d'informations à droite) n'est pas obligatoire pour parachever la mise en page.

Pour une aide détaillée, merci de consulter Aide:Wikification.
Si vous pensez que ces points ont été résolus, vous pouvez retirer ce bandeau et améliorer la mise en forme d'un autre article.
Pour les articles homonymes, voir GAA.
Le Groupement des assureurs automobiles (GAA) est un regroupement de tous les assureurs automobiles qui font des affaires au Québec.
En 1978, le Québec se dotait d’un nouveau régime d’assurance automobile. L’État demandait alors aux assureurs automobiles de mettre en place différents mécanismes pour améliorer le régime d’assurance des dommages matériels. Cette réforme majeure a donné naissance au Groupement des assureurs automobiles (GAA).
Le Groupement des assureurs automobiles a pour mission de participer activement au développement de l'industrie de l'assurance automobile au Québec en veillant aux intérêts des consommateurs, notamment en garantissant l'accès à l'assurance, en facilitant le règlement des sinistres et en favorisant une tarification juste et équitable par la publication de données statistiques.

## Garantir l'accès à l'assurance auto
Le GAA garantit à tout propriétaire de véhicule, quel que soit le risque qu’il représente, l’assurance de responsabilité civile exigée par la Loi.

## Faciliter le règlement des sinistres
Deux autres mandats prioritaires, soit l’établissement d’une convention d’indemnisation directe et l'agrément de centres d’estimation, ont été confiés au Groupement des assureurs automobiles dès sa création afin de faciliter le règlement des sinistres automobiles et d'en réduire les coûts.
Le GAA introduit également en 1979 le constat amiable, un rapport qui remplace le rapport de police dans certaines circonstances d’accident.
Économie de temps et d’argent, tels sont les avantages incontestables du constat amiable, un document simple et rapide à remplir lors d’une collision sans blessé. Le constat amiable permet aux parties impliquées de s’identifier et de rapporter l’accident à leur assureur respectif.

## Assurer une tarification équitable
Le GAA obtient en 1979 le mandat de mettre sur pied l’Agence statistique prévue par la Loi sur l’assurance automobile qui s’occupe de la cueillette et de la diffusion de statistiques en assurance automobile. Il en résulte le Plan statistique automobile, géré par le Groupement pour le compte de l'Autorité des marchés financiers (AMF). Ce plan permet de suivre les pratiques des assureurs, de déceler rapidement des tendances et de publier le rapport annuel sur la tarification en assurance automobile.
Le GAA obtient également le mandat de créer et de gérer le Fichier central des sinistres automobiles (FCSA) en 1990, une base de données commune à tous les assureurs qui contient les sinistres des automobilistes québécois pendant une période de six ans.
La mission du FCSA est de fournir aux assureurs certains renseignements relatifs à l’expérience en conduite automobile des personnes qu’ils assurent.
Tout comme le Plan statistique automobile, le Fichier central des sinistres automobiles appartient à l’AMF qui en a confié la gestion au GAA.

## Informer le consommateur
L’information constitue la clé d’un choix de consommation éclairé. Voilà pourquoi le Groupement, conjointement avec le Bureau d'assurance du Canada, gère un centre d’information sur les assurances et met en place plusieurs activités et campagnes d’éducation et de prévention à l’intention des consommateurs.
Le GAA est un acteur essentiel en assurance auto au Québec.
Le GAA possède un site Web corporatif et un site Web destiné au grand public sur toutes les questions d’assurance au Québec.